# Mohammad Hejazi

Mohammad Hossein-Zadeh Hejazi (en persan : محمد حسین‌زاده حجازی), né le 20 janvier 1956 et mort le 18 avril 2021, est un chef militaire du Corps des Gardiens de la Révolution Islamique.

## Biographie
Hejazi devient membre du Corps des gardiens de la révolution islamique en mai 1979. Il a été conseiller en renseignements et en sécurité du guide suprême Ali Khamenei. 
Le 20 janvier 2020, il est nommé commandant adjoint de la Force Al-Qods, par décret du guide suprême, Ali Khamenei.
Il décède le 18 avril 2021.